# 상태범
상태범이란 범죄의 구성요건적 실행행위에 의하여 법익침해가 발생함으로써 범죄는 기수에 이르지만, 그 위법 상태는 기수 이후에도 존속하는 범죄를 지칭한다. 이러한 점에서 기수 이후에는 위법상태가 종료하는 즉시범과 차이가 있다. 상태범의 위법상태는 결과 속에 포함되어 있다. 내란죄, 절도죄, 횡령죄는 상태범의 대표적인 예이다.

## 판례
- 내란죄는 다수인이 한 지방의 평온을 해할 정도의 폭동을 하였을 때 이미 그 구성요건이 완전히 충족된다고 할 것이어서 상태범으로 봄이 상당하다.[1]

## 같이 보기
- 즉시범
- 계속범

## 참고 문헌
- 손동권, 『체계적 형법연습』, 율곡출판사, 2005. (ISBN 8985177915)

1. ↑  96도3376